# Scott-Marcondes Cesar-São José dos Campos

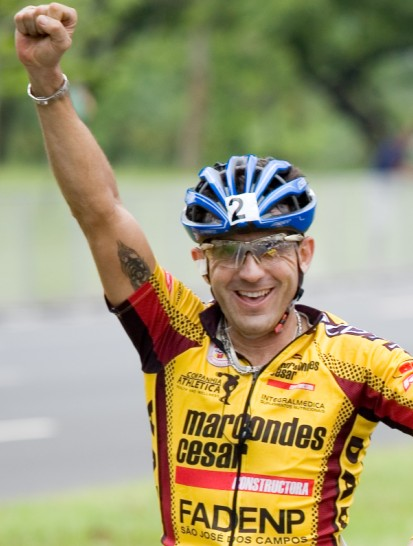
Daniel Rogelin bei der Copa America de Ciclismo 2008

Scott-Marcondes Cesar-São José dos Campos ist ein brasilianisches Radsportteam.
Die Mannschaft besaß 2007 und 2008 eine UCI-Lizenz als Continental Team und ging aus dem gleichnamigen Radsportteam hervor. In der Saison 2009 fuhren sie wieder ohne Lizenz und seit 2010 sind sie ein Professional Continental Team. Sie nehmen hauptsächlich an Rennen der UCI America Tour teil. Manager ist José Monteiro, der von Evandro Oliveira unterstützt wird. Die Mannschaft wird mit Rädern der Marke Scott ausgestattet, die gleichzeitig Hauptsponsor ist.
Die UCI hat der brasilianischen Mannschaft am 20. August wegen finanzieller Probleme vorübergehend die Lizenz als Professional Continental Team aberkannt. Sie durfte damit an keinem UCI-Rennen mehr teilnehmen.

## Saison 2010

### Erfolge in der UCI America Tour
In den Rennen der Saison 2010 der UCI America Tour gelangen die nachstehenden Erfolge.
| Datum       | Rennen                                                               | Kat. | Fahrer             |
| ----------- | -------------------------------------------------------------------- | ---- | ------------------ |
| 16. Februar | 1. Etappe Rutas de América                                           | 2.2  | Luciano Pagliarini |
| 20. Februar | 5a. Etappe Rutas de América                                          | 2.2  | Luciano Pagliarini |
| 20. Februar | 5b. Etappe Rutas de América (EZF)                                    | 2.2  | Magno Nazaret      |
| 21. Februar | 6. Etappe Rutas de América                                           | 2.2  | Luciano Pagliarini |
| 15. März    | Prolog Giro do Interior de São Paulo                                 | 2.2  | Jorge Giacinti     |
| 19. März    | 4. Etappe Giro do Interior de São Paulo                              | 2.2  | Nilceu dos Santos  |
| 3. April    | Argentinische Meisterschaft – Einzelzeitfahren                       | NC   | Matías Médici      |
| 5. Juni     | 4. Etappe Volta Ciclística Internacional do Paraná                   | 2.2  | Jorge Giacinti     |
| 6. Juni     | 5. Etappe Volta Ciclística Internacional do Paraná                   | 2.2  | Matías Médici      |
| 25. Juni    | Brasilianische Meisterschaft – Einzelzeitfahren                      | NC   | Luiz Amorim        |
| 27. Juni    | Brasilianische Meisterschaft – Straßenrennen (U23)                   | NC   | Tiego Gasparotto   |
| 9. Juli     | Prova Ciclística 9 de Julho                                          | 1.2  | Francisco Chamorro |
| 20. Oktober | 5. Etappe Tour do Brasil Volta Ciclística de São Paulo-Internacional | 2.2  | Francisco Chamorro |

### Mannschaft
| Name               | Geburtstag         | Nationalität | Team 2009                        | Team 2011              |
| ------------------ | ------------------ | ------------ | -------------------------------- | ---------------------- |
| Luiz Amorim        | 29. Juli 1977      | Brasilien    | Scott/Marcondes Cesar/SJC        |                        |
| Armando Camargo    | 8. August 1982     | Brasilien    | Scott/Marcondes Cesar/SJC        |                        |
| Francisco Chamorro | 7. August 1981     | Argentinien  | Neoprofi                         |                        |
| Robson Dias        | 14. September 1983 | Brasilien    | Gamaia/São Jose dos Campos       |                        |
| Tiego Gasparotto   | 23. April 1988     | Brasilien    | Neoprofi                         | Funvic-Pindamonhangaba |
| Jorge Giacinti     | 21. Juni 1974      | Argentinien  | Scott/Marcondes Cesar/SJC        | São José dos Campos    |
| Soelito Gohr       | 14. September 1973 | Brasilien    | Gamaia/São Jose dos Campos       |                        |
| Tiego Justo        | 14. September 1973 | Brasilien    | Neoprofi                         |                        |
| Matías Médici      | 29. Juni 1975      | Argentinien  | Scott/Marcondes Cesar/SJC        | Funvic-Pindamonhangaba |
| Fabrício Morandi   | 28. April 1981     | Brasilien    | Scott/Marcondes Cesar/SJC        |                        |
| Mauricio Morandi   | 28. April 1981     | Brasilien    | Scott/Marcondes Cesar/SJC        |                        |
| Magno Nazaret      | 17. Januar 1986    | Brasilien    | Fapi/Sundown/JKS/Pindamonhangaba | Funvic-Pindamonhangaba |
| Luciano Pagliarini | 18. April 1978     | Brasilien    | Scott-American Beef (2008)       | Karriereende           |
| Daniel Rogelin     | 13. Oktober 1972   | Brasilien    | Scott/Marcondes Cesar/SJC        |                        |
| Renato Ruiz        | 9. Juli 1981       | Brasilien    | Neoprofi                         |                        |
| Nilceu dos Santos  | 14. Juli 1977      | Brasilien    | Scott-Marcondes Cesar (2008)     | Funvic-Pindamonhangaba |
| Andrei Sartassow   | 10. November 1975  | Russland     | Neoprofi                         | Team OGM               |

## Platzierungen in UCI-Ranglisten
UCI America Tour
| Saison | Mannschaftswertung | Fahrerwertung          |
| ------ | ------------------ | ---------------------- |
| 2007   | 2.                 | Nilceu dos Santos (5.) |
| 2008   | 10.                | Edgardo Simón (43.)    |
| 2010   | 9.                 | Jorge Giacinti (40.)   |